# Neuilly-l’Hôpital
Neuilly-l’Hôpital település Franciaországban, Somme megyében. Lakosainak száma 328 fő (2022. január 1.). Neuilly-l’Hôpital Drucat, Millencourt-en-Ponthieu, Agenvillers, Canchy, Hautvillers-Ouville és Lamotte-Buleux községekkel határos.

## Népesség
A település népességének változása:
| Lakosok száma | 320  | 320  | 334  | 323  | 324  | 321  | 322  | 323  | 328  |
|               | 2013 | 2015 | 2016 | 2017 | 2018 | 2019 | 2020 | 2021 | 2022 |